# Pöytäsaari (ö i Norra Karelen)
Pöytäsaari är en ö i Finland. Den ligger i sjön Juuanjärvi och i kommunen Juga i den ekonomiska regionen  Joensuu ekonomiska region  och landskapet Norra Karelen, i den centrala delen av landet, 400 km nordost om huvudstaden Helsingfors. Öns area är 0,2 hektar och dess största längd är 90 meter i nord-sydlig riktning.